# Roze vetkruid
Het roze vetkruid (Sedum spurium) is een 25-50 cm hoge, overblijvend kruid uit de vetplantenfamilie (Crassulaceae).

## Kenmerken
De puntige kroonbladen van de bloem kunnen (ondanks de Nederlandse naam) behalve roze ook rood of wit zijn. De bloeiperiode valt in juli en augustus.
De plant kent zowel bloeiende als niet bloeiende, kort behaarde stengels.
De tegenoverstaande bladeren zijn halfrond eirond tot lancetvormig.

## Verspreiding
De plant is afkomstig uit de Kaukasus. In België en Nederland komt de soort sporadisch voor, meestal als verwilderde tuinplant.
De plant kan tot -5 °C vorst verdragen, waardoor in gematigde streken in strenge winters exemplaren afsterven.

## Toepassingen
De bladeren kunnen net als de meeste andere soorten uit zijn geslacht gegeten worden, in dit geval zowel rauw als gekookt. De smaak is echter wat bitter.

## Tuin
Er zijn verschillende cultivars ontwikkeld, enkele bekende zijn:

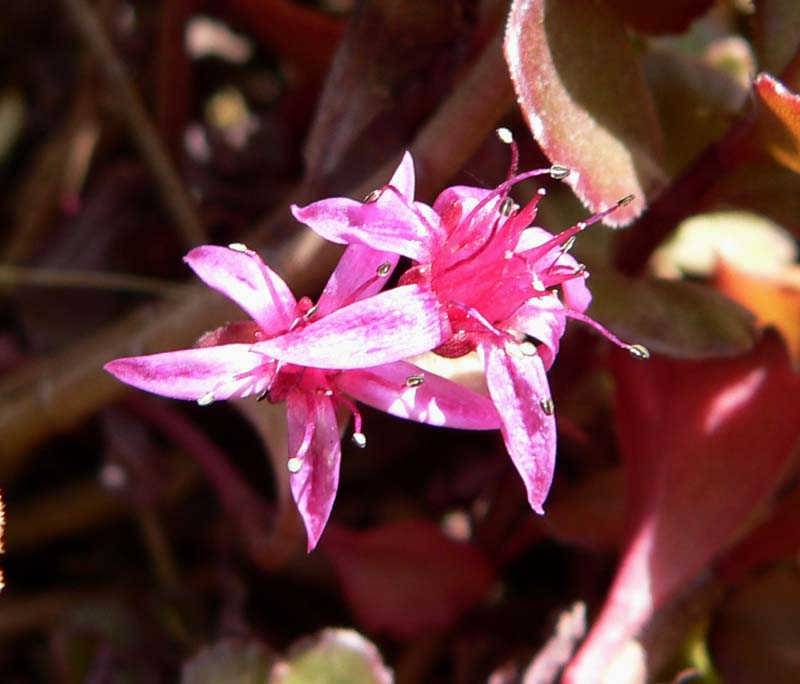
Sedum spurium 'Bronze Carpet'

- Sedum spurium 'Album' met witte bloemen.
- Sedum spurium 'Bronze Carpet' - Sedum spurium 'Bronze Carpet'